# František Kaplan
František Kaplan (6. října 1895 – ???) byl český a československý politik Československé sociální demokracie a poválečný poslanec Prozatímního a Ústavodárného Národního shromáždění.

## Biografie
Profesí se uvádí jako horník ze Slezské Ostravy.
V letech 1945-1946 byl poslancem Prozatímního Národního shromáždění za ČSSD. V parlamentních volbách v roce 1946 se za sociální demokraty stal poslancem Ústavodárného Národního shromáždění, v němž působil do voleb do Národního shromáždění roku 1948.